# Joaquín Moreno
Joaquín Moreno (* 22. Mai 1973 in Mexiko-Stadt) ist ein ehemaliger mexikanischer Fußballspieler, der vorwiegend im defensiven Mittelfeld agierte und nach seiner aktiven Laufbahn eine Tätigkeit als Fußballtrainer begann.

## Laufbahn
Seine ersten Profijahre verbrachte Moreno bei seinem „Heimatverein“ Club Deportivo Social y Cultural Cruz Azul, mit dem er in den Jahren 1996 und 1997 zweimal den CONCACAF Champions’ Cup sowie je einmal den Meistertitel und den Pokalwettbewerb gewann. Im Trikot der Cementeros gelang ihm auch sein einziges Erstligator, das er im Auswärtsspiel bei Deportivo Toluca (2:3) am 29. April 2000 erzielte.
Anschließend stand Moreno zwischen 2001 und 2003 beim Puebla FC unter Vertrag, bevor er seine aktive Laufbahn in der Saison 2003/04 bei den Gallos Blancos Querétaro ausklingen ließ.
Nach seiner aktiven Laufbahn koordinierte er zunächst die Fußballschule in La Noria, Xochimilco seines ehemaligen Vereins Cruz Azul, für den er seither in verschiedenen Funktionen tätig ist. Denn anschließend trainierte er verschiedene Nachwuchsmannschaften der Cementeros und 2014 wurde er erstmals als Cheftrainer eines Profivereins, des Farmteams Cruz Azul Hidalgo, betraut.
Nach der Entlassung von Sergio Bueno und vor dem Amtsantritt seines Nachfolgers Tomás Boy betreute Moreno die Erstligamannschaft von Cruz Azul am 30. September 2015 im Heimspiel gegen den Club Atlas (1:1) als Interimstrainer.

## Erfolge
- Mexikanischer Meister: Invierno 1997
- Mexikanischer Pokalsieger: 1997
- CONCACAF Champions’ Cup: 1996, 1997